# Speer e Hitler
Speer e Hitler (Speer und Er) è un film biografico del 2005 diretto da Heinrich Breloer, basato sulla vita di Albert Speer, architetto fidato di Adolf Hitler durante il regime nazista.
Il film vede nuovamente protagonista Sebastian Koch nel ruolo di Speer, il quale aveva recitato l'anno precedente in Stauffenberg - Attentato a Hitler, dove vestiva i panni del colonnello Claus von Stauffenberg.
Nella pellicola Koch è affiancato da Tobias Moretti, interprete di Adolf Hitler.

## Trama

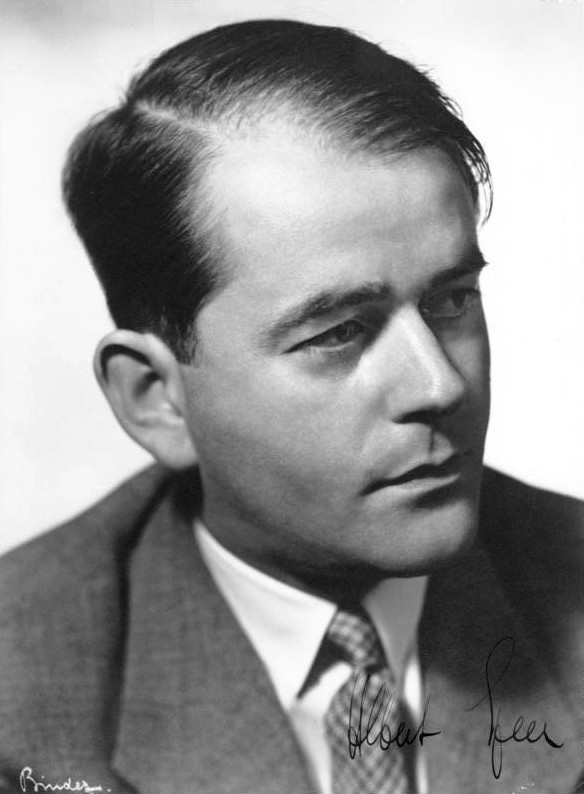
L'architetto Albert Speer

Il film parla della vita di Albert Speer, celebre e fido architetto del Terzo Reich, e parallelamente quella di Adolf Hitler. Fra il grande rapporto tra l'architetto e il dittatore si intersecano le vicende drammatiche per la Germania nazista nella seconda guerra mondiale.